# شورای شهر منچستر

لوگوی شورای شهر منچستر

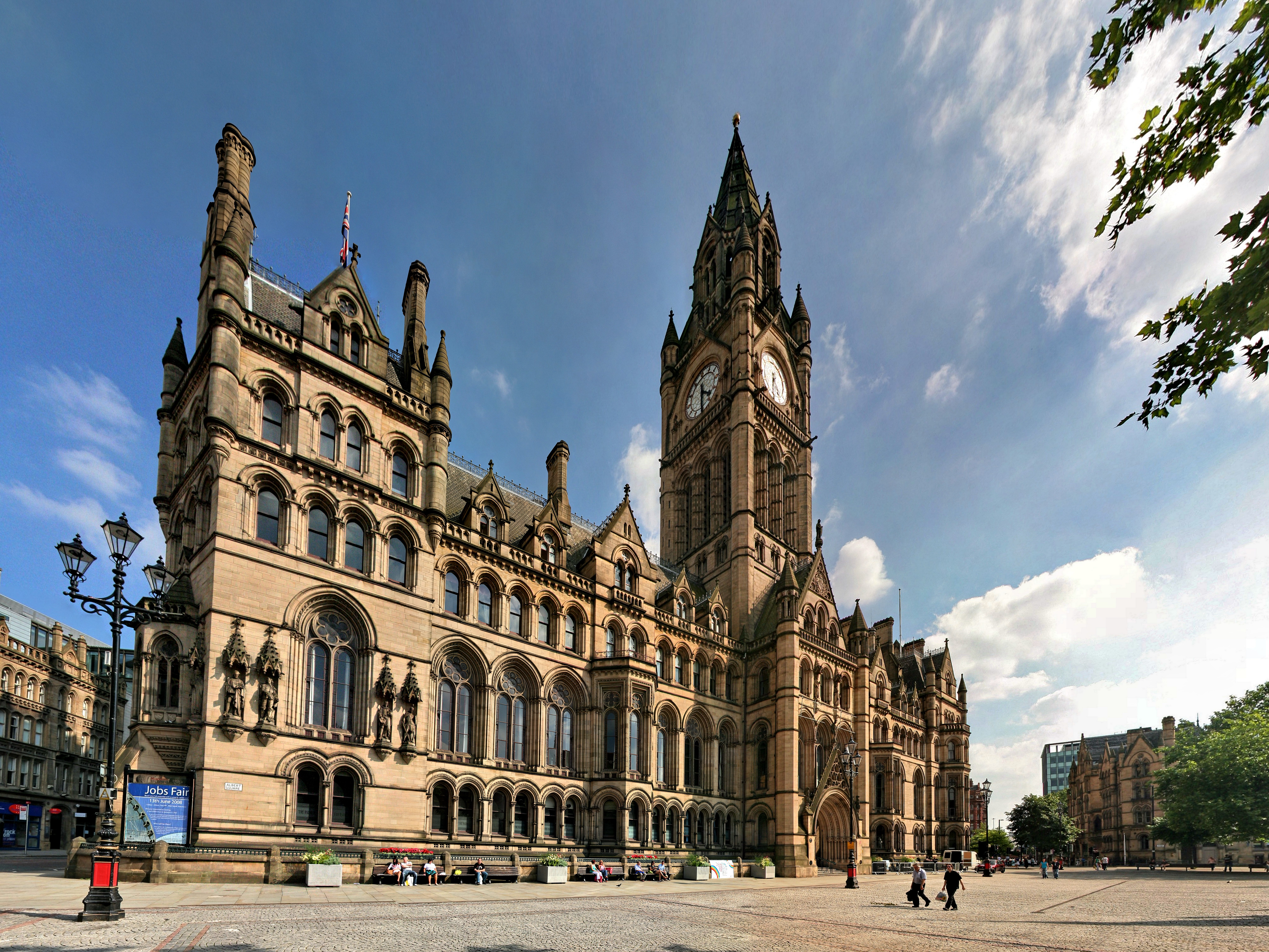
محل اجماع

شورای شهر منچستر (به انگلیسی: Manchester City Council) یک ارگان دولت محلی واقع در منچستر است.